# フラナン諸島

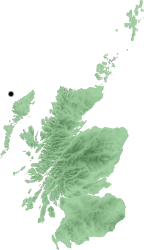
フラナン諸島の位置

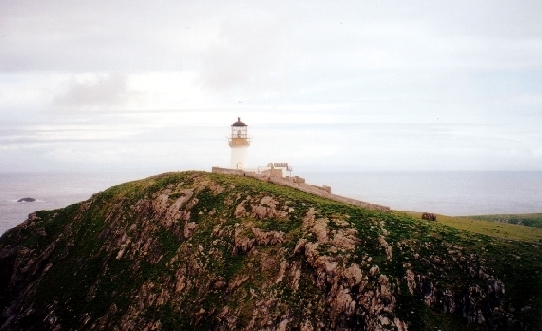
灯台

フラナン諸島 （Flanna Isles、スコットランド・ゲール語:Na h-Eileanan Flannach）は、スコットランド、アウター・ヘブリディーズ諸島に属する小さな島群。ルイス島のおよそ32km西方にある。7世紀のキリスト教聖職者聖フラナンにちなんで名付けられた。中世には『7人の猟師たち』という通称で呼ばれていた。かつては教会が建てられたがヴァイキングの侵攻、その他の島々から隔絶されていることで人口は減少した。1971年の灯台機械化以降、無人島となっている。1900年には、アイリーン・モア島の3箇所ある灯台の灯台守たちがなんの痕跡もなく失踪するという事件が起きている。（後述）

## アイリーン・モア灯台事件
1899年12月、フラナン諸島最大の島・アイリーン・モア島(Eilean Mòr：「大きな島」の意)に灯台が建造された。アイリーン・モア島には侵入者を歓迎しない妖精がいるという伝説が古くから語り継がれてきたが、この付近の海は難所として知られており、付近を航行する船の安全を確保するのが目的だった。
その灯台には3人の男、ジェームズ・デュカット、ドナルド・マッカーサー、トマス・マーシャルが灯台守として常駐していた。しかし、1900年12月15日、ヘブリディーズ諸島の沖を航行していた貨物船アーチャー号が船の向きを変えようとして現在位置を確かめるべく、アイリーン・モア灯台の光を探したが、奇妙な事に光はどこにも見当たらず、応答もなかった。
それから10日余り経った12月26日、定期的に食料等を補給していたヘスペラス号が島に到着、船長のジム・ハーヴィーは汽笛と大砲の音で灯台に呼びかけてみたが、何の応答もなかった。船員達が調査のためボートに乗って灯台に向かったところ、灯台の中はきちんと整っており、灯台のランプにも何の異常もなく、いつもの灯台の光景である。しかし、そこからは3人の灯台守の姿だけがなくなっていたのである。
その後の調査の結果、島の西側に暴風雨の跡がある事、岩の割れ目に常備してあった道具箱が見当たらない事、そしてデュカットとマーシャルのオイルスキンがなくなっているという事が明らかになったため、デュカットとマーシャルが暴風雨の中、道具箱を使っての作業中に誤って海に投げ出されたように思えた。しかし、なぜマッカーサーまでいなくなったのか、なぜ彼のオイルスキンだけが残されたままなのかという謎が残った。
3人のうちの誰かが足を滑らせて突堤から落ち、彼を助けるために残る2人も海に飛び込み死んでしまったとも考えられたが、突堤にはロープやライフベルトも残されていた。また、3人のうちの誰かが正気を失ってほかの2人を殺し、自分も海に飛び込んで死んだのではないか等、失踪について諸説あるが、真相は謎のままである。
2018年、ジェラルド・バトラー主演で『バニシング』として映画化された。

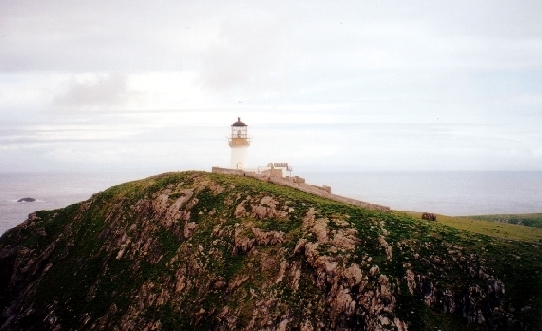
フラナン諸島灯台

フラナン諸島で何か異常があったという最初の記録は、1900年12月15日、フィラデルフィア発リース行きの航路上にある汽船『Archtor』が、悪天候の状況で灯火が作動していないことを航海日誌に記録したときであった。1900年12月18日にその船がリースでドックに入れられたとき、目撃は北方灯台委員会に回された。交替船兼灯台給仕船『Hesperus』は、悪天候のために、12月20日に計画されたように、ルイス島ブレスクレット(Breasclete)から出航できなかった。それは12月26日正午にようやくその島に到着した。ショア・ステーションはフラッツに改装されている。灯台には男3人が配置されていた――ジェームズ・デュカット、トマス・マーシャルおよびウィリアム・マッカーサー、そして交替の4人目の男が岸で時間を過ごしていた。
乗組員兼交替灯台員が到着すると、旗ざおには旗がなく、通常の準備箱はすべて補充のために浮桟橋に残されていて、さらに不吉なことに、彼らを岸で迎えるはずの灯台員らはひとりもいなかった。『Hesperus』の船長ジム・ハーヴィーは、船の警笛を吹鳴し火炎信号を放つことによって、彼らに連絡を取ろうとしたが、しかし不首尾であった。
ボート1隻が水面に降ろされ、交替灯台員ジョセフ・ムーアが一人で上陸させられた。構内への入り口の門と正面玄関の両方が閉ざされていて、ベッド複数は整えられておらず、クロック時計が止まっていた。彼はこの気味悪い知らせをもって浮桟橋に戻った後、『Hesperus』の二等航海士および船員と一緒に灯台に戻った。さらに調査すると、ランプ複数は掃除され補充されていることがわかった。オイルスキン1セットが見つかり、これは、灯台員のうち1人がオイルスキンなしで灯台を立ち去ったことを示唆した。灯台の中にも島のどこにも、灯台員の気配はなかった。
ムーアと志願船員3人が灯火を世話するために島に残され、『Hesperus』はリースに戻った。船長ハーヴィーは次のような1900年12月26日付の北方灯台局宛ての電報を送った。
フラナン諸島で恐ろしい事故が起こっている。デュカット、マーシャル、予備員の灯台員3人が島から姿を消した...クロック時計複数が止まり、他の兆候は事故が約1週間前に起こったにちがいないことを示していた。かわいそうに彼らは、崖から吹き飛ばされたか、クレーンを確保しようとして溺死したにちがいない。(A dreadful accident has happened at the Flannans. The three keepers, Ducat, Marshall and the Occasional have disappeared from the Island...The clocks were stopped and other signs indicated that the accident must have happened about a week ago.Poor fellows they must have been blown over the cliffs or drowned trying to secure a crane.)
アイリーン・モールでは、男らは島の隅々を駆け巡って、灯台員らの運命の手がかりを探した。東の上陸場ではすべてが無傷なままであったが、西の上陸場は最近の嵐によって引き起こされた損害のかなりの証拠を提供していた。海抜33メートル (108 ft)の箱は壊れていて、内容物が散らばっていた。鉄の手すりが曲がり、小道のそばの鉄の鉄道がコンクリートからもぎ取られ、重さ1トン超の岩が押しのけらていた。海抜60メートル (200 ft)超の崖の上で、芝生は崖の端から10メートル (33 ft)まで引きはがされていた。

### 北方灯台委員会の調査
1900年12月29日に、北方灯台委員会（NLB）の最高責任者ロバート・ミュアヘッドが到着し、事件の公式調査を実施した。ミュアヘッドは当初、行方不明の男3人全員を採用していたし、彼らを個人的に知っていた。
彼は灯台に残された衣服を調べ、デュカットとマーシャルは西の上陸場に降りていった、マッカーサー（「予備員」）は上着を脱いで大雨のなか灯台を立ち去った、と結論づけた。彼は、だれであれ最後に世話されぬまま灯火を離れた者はNLB規則に違反している、と述べた。彼はまた、西の上陸場への損害のいくつかは「実際に見ないかぎり信じがたい」("difficult to believe unless actually seen")と述べた。[15]
わたしが入手できた証拠から、納得したのは、男らは12月15日土曜日夕食時まで勤務していたこと、係留ロープや接岸ロープなどが保管されている箱を確保するために降り、それは海抜約110 ft (34 m)の岩の隙間に固定されていた、特大の海が岩の表面を駆け上がり、彼らよりも高く行き、そして巨大な力で降り、彼らを完全に一掃した、ということである。(From evidence which I was able to procure I was satisfied that the men had been on duty up till dinner time on Saturday the 15th of December, that they had gone down to secure a box in which the mooring ropes, landing ropes etc. were kept, and which was secured in a crevice in the rock about 110 ft (34 m) above sea level, and that an extra large sea had rushed up the face of the rock, had gone above them, and coming down with immense force, had swept them completely away.)
この説明が失われた灯台員らの家族に慰めをもたらしたかどうか（デュカットは妻と4人の子供を残し、マッカーサーは妻と2人の子供を残した）は不明である。

### 憶測と推測
遺体は1体も発見されなかったが、しかし新聞や定期刊行物に「魅了された国民的憶測」("fascinated national speculation")をもたらす不思議な光景がいくつかあった。信じられない話が続いた。たとえば大海蛇（または巨大な海鳥）が男たちを連れ去っていた。彼らは船が彼らを連れ去って新しい生活を始めるように手配していた、彼らは外国のスパイらによって誘拐されていた。あるいは幽霊でいっぱいのボートの悪意のある存在を通して最期を遂げた（「"Phantom of the Seven Hunters"」の悪意ある影響は地元で広く疑われた）。10年超のちに、これら事件は記念され、詳細に説明されていた。Wilfrid Wilson Gibsonによる1912年のバラッド『Flannan Isle』は誤って、椅子がひっくり返り、テーブルの上に食べられていない食事が置かれていることを指し、灯台員らが突然邪魔されたことを示している。
それでも、ぼくたちが押し寄せてドアを通ったとき、

みえたのはただ夕食のテーブルが広がり、

肉、チーズ、そしてパン。

しかし、すべて手つかず。そこには誰もいない、

まるで、彼らが食べようと腰を下ろしたとき、

味わうよりもさきに、

警報が来て、彼らは急いで

起ち上がり、パンと肉を残し、

テーブルの頭では椅子が

床に倒れていた。

(Yet, as we crowded through the door,

We only saw a table spread

For dinner, meat, and cheese and bread;

But, all untouch'd; and no-one there,

As though, when they sat down to eat,

Ere they could even taste,

Alarm had come, and they in haste

Had risen and left the bread and meat,

For at the table head a chair

Lay tumbled on the floor.)

しかしながら、交替灯台員ムーアの直接の報告の中で、彼は次のように述べている――「台所用品はすべてとてもきれいであった。これは、彼らが立ち去ったのが夕食後しばらくであったにちがいないことを示している。」("The kitchen utensils were all very clean, which is a sign that it must be after dinner some time they left.")

### 後の説と解釈
時が経つにつれて、日誌の異常な記入の存在についての話が展開してきた。それらはマーシャルに12月12日に「わたしが以前20年間に見たことがないような激しい風があった」("severe winds the likes of which I have never seen before in twenty years")と言わせているとされている。彼はまた、デュキャットが「とても静か」("very quiet")で、ドナルド・マッカーサーが泣いていた、と報告したと言われている。マッカーサーは騒々しい口論をする評判のある古参の船員だったし、かくして彼が嵐に反応して泣いているのは奇妙であろう。12月13日の日誌記入には、嵐がまだ荒れ狂っている、男3人全員が祈っていた、と述べていると言われた。これもまた、男3人全員が経験ある灯台管理員であり、海抜150フィートの安全な構造の中にいて、内部で安全であることを知っていたために、困惑させた。さらにまた、12月12日、13日、14日には、この地域で嵐は報告されていなかった。最後の日誌記入は12月15日になされ、「嵐は終わり、海はないでいる。神はすべてを超えている」("Storm ended, sea calm. God is over all")と述べられていると言われている。

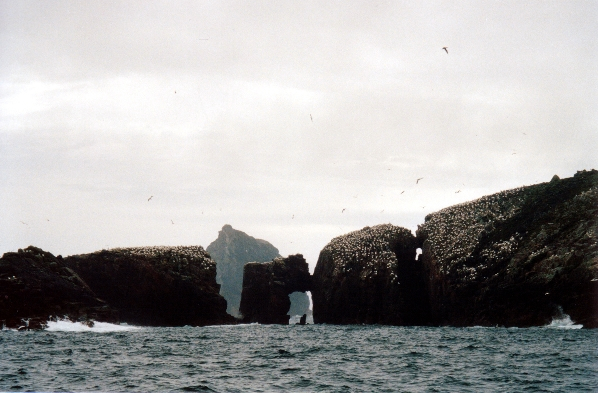
フラナン諸島の最西端――：Eilean a' GhobhaとRoareim、遠くにBrona Cleit。

その後の研究者らは、島の地理を考慮に入れた。アイリーン・モールの海岸線は、入江(geo)と呼ばれる狭い峡谷で深くへこんでいる。そのような入江の中に位置する西の上陸場は、洞窟で終わっている。公海あるいは嵐では、海水がその洞窟の中に突入し、その後かなりの力でふたたび爆発するものである。マッカーサーに島に接近する一連の大波を見えたかもしれず、同僚らへの危険の可能性を知って激しいうねりで同様に洗い流されるように彼らに警告するために駆け下りました。ジェームズ・ラヴによる最近の調査では、以前マーシャルが巨大な強風のなか機器が流されたとき5シリングの罰金が科せられていたことが発見された。彼とデュカットは別の罰金を回避しようとして、嵐の最中に機器を確保しようとし、その結果流されたということは、ありそうである。マッカーサーの運命は、灯台に人を配置するために後に残らねばならなかったけれども、同じであると推測できる。ラヴは、マッカーサーは十中八九同僚らに警告しようとしあるいは助けようとし流された、と推測している。この説には、屋内に残っているオイルスキンのセットとペグに残っているマッカーサーのコートを説明するという利点もあるが、ひょっとして閉じていたドアとゲートはそうではないかもしれない。別の説は、1953年から1957年までフラナン諸島の灯台員であったウォルター・アルデバートの直接の経験に基づいている。彼は、1人の男が海中に流されたかもしれないが、しかし仲間らは彼を救おうとして、より多くの一発大波によって流された、と信じていた。
さらなる提案は、灯台員らの心理に基づいている。伝えられるところでは、マッカーサーは激しやすい人物であった。これが、ウェスト・ランディング（West Landing、西上陸場）のすぐそばの崖の端の近くでの戦いにつながったかもしれず、そのために3人全員が落ちて死亡した。別の説は、男のうち1人が発狂し、他の2人を謀殺し、遺体を海に投げ込み、その後みずから跳び込んで死亡したというものである。